# Orvosi lestyán
A lestyán vagy orvosi lestyán (Levisticum officinale) a zellerfélék családjába tartozó évelő fűszer-, és gyógynövény. Egyéb, népies elnevezései: lecsihan, leustyan, levescsík, levestikom, levestököm, löböstök, lóstya. A Mátrában megtalálhatók állományai.

## Jellemzése
Akár 2 méter magasra is megnő. Első évben csak gyöktörzset és tőlevélrózsát fejleszt, a második évben jelenik meg a magszár és a szórt állású levelek. Levelei nyelesek, páratlanul szárnyaltak, az alsók kétszeresen, felfelé már csak egyszeresen. Virágzata összetett ernyő, virágai sárga színűek, június-júliusban virágzik. Termése sárgásbarna; három kiálló bordázattal rendelkező ikerkaszat.
Illóolajat, cukrot, gumit és angelikasavat tartalmaz. Intenzív aromája miatt használatánál legyünk óvatosak, jól zárható edényben tartsuk.

## Felhasználása
Régebben a falusi kertekből nem hiányozhatott, mind friss, mind szárított állapotban egyaránt használták. Házi termesztésben nincs szükség nagy mennyiségre, mert intenzív íze miatt csak keveset kell használni belőle. A kereskedelemben kapható szárított és vágott gyökere, amely drogként (Levistici radix) a VIII. Magyar Gyógyszerkönyvben is hivatalos.
Levesek, saláták, diétás ételek és italok, ecetek fűszerezésére, de a likőr- és konzerviparban is nélkülözhetetlen. Teájának jó gyomorerősítő, emésztést serkentő, vizelethajtó hatást tulajdonítanak, az Európai Gyógyszer Ügynökség (EMA) is vizelethajtóként tartja számon. Vese- és epekőteák alkotórésze, jó háziszer nikotin- és alkoholmérgezéseknél.

## Termesztése
Mivel régóta termesztik, a lestyán sok helyen vadon is megtalálható. A növény dél-, nyugat-ázsiai eredetű, főleg erdőszéleken, félárnyékos, nedves, tápanyagban gazdag helyeken fordul elő.
Magról szabadföldbe vetéssel és palántázással szaporítható, az idősebb egyedek sarjai tőosztással is. A magvetést október-novemberben illetve márciusban érdemes elvégezni, a tőosztás csak tavasszal, a sarjak megindulása után javasolt.

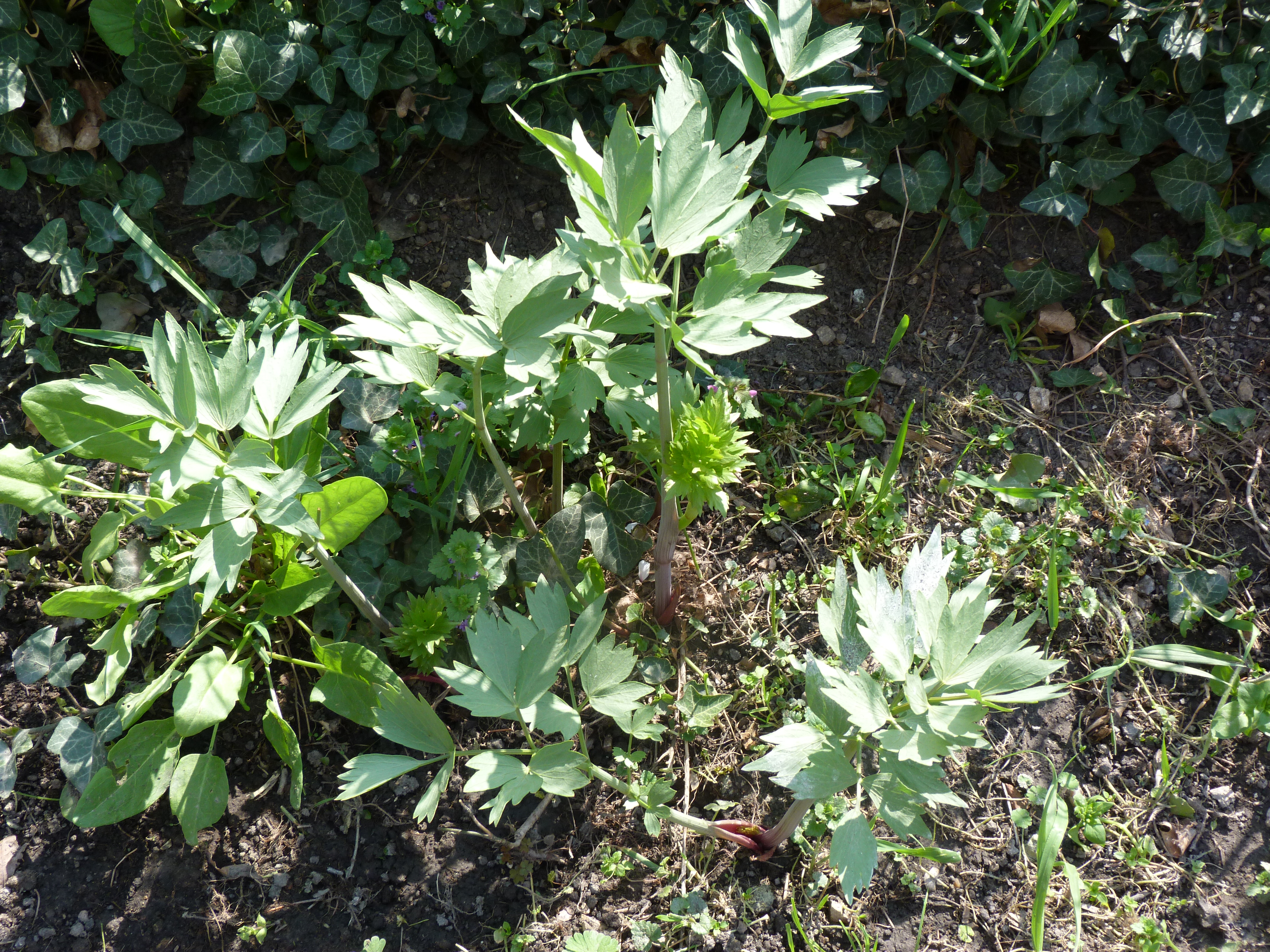
Lestyán